# 1st Step to Heaven
1st Step to Heaven är den tyska duon Deutsch-Amerikanische Freundschafts sjätte studioalbum, utgivet 1986 på Dean Records. 

## Låtlista
Sida A
1. "Voulez-vous coucher avec moi" – 5:04
2. "Opium" – 1:58
3. "Brothers" – 3:53
4. "Voulez-vous coucher avec moi Part II" – 5:13

Sida B
1. "Sex Up" – 3:26
2. "Pure Joy" – 3:30
3. "Party" – 3:23
4. "1st Step to Heaven" – 5:53

## Medverkande
- Gabi Delgado – sång
- Robert Görl – samtliga musikinstrument